# Amylazy
Amylazy, diastazy, enzymy amylolityczne (EC 3.2.1) – grupa enzymów zaliczanych do hydrolaz, rozkładających skrobię i inne polisacharydy. α-amylaza występuje m.in. w soku trzustkowym (amylaza trzustkowa) i w ślinie (amylaza ślinowa). Amylazy są także syntezowane w owocach wielu roślin podczas dojrzewania (powoduje to, że stają się one słodsze) oraz podczas kiełkowania ziaren zbóż. Amylaza z ziaren ma istotne znaczenie przy produkcji słodu.

## Typy
W przyrodzie występują 3 rodzaje amylazy: α (EC 3.2.1.1), β (EC 3.2.1.2) i γ (EC 3.2.1.3), natomiast u człowieka i innych zwierząt tylko amylazy α i γ. W surowicy stwierdzono występowanie 8 izoenzymów pochodzących z:
- trzustki: P1, P2, P3
- błony śluzowej jelita cienkiego: P2
- gruczołów ślinowych: S1, S2, S3
- gruczołów mlecznych: P2, S1, S2
- komórek jajników i jąder: O2, O1

### Ptialina
Dawna nazwa amylazy ślinowej, która rozkłada skrobię na maltozę i dekstrynę.

## Mechanizm działania
α-Amylaza hydrolizuje wiązanie α-(1-4)glikozydowe amylozy dając cząsteczki maltozy (disacharydy α-glukozy).

## Analiza
Test na amylazę jest łatwy do wykonania i jest głównym testem przy wykrywaniu zapalenia trzustki.
Zwiększony poziom amylazy w surowicy notuje się również w przypadku:
- urazów ślinianek
- alkoholizmu
- niektórych nowotworów złośliwych (rak oskrzela, tarczycy, wątroby...)
- zapalenie otrzewnej
- świnki
- niewydolności nerek.